# 金成村
金成村（かんなりむら）は宮城県栗原郡にあった村。現在の栗原市金成にあたる。奥州街道の宿場町であった。なお、2005年まで存在した金成町は1955年に新設合併によって発足したもので、本村とは別の自治体である。

## 歴史
- 1889年（明治22年）4月1日 - 町村制の施行により金成村が単独で自治体を形成。
- 1955年（昭和30年）1月1日 - 沢辺村・津久毛村・萩野村と合併して金成町が発足。同日金成村廃止。
- 2005年（平成17年）4月1日 - 金成町が一迫町・鶯沢町・栗駒町・志波姫町・瀬峰町・高清水町・築館町・若柳町・花山村と合併して栗原市が発足。

## 行政
- 歴代村長

| 代 | 氏名         | 就任                       | 退任                       | 備考 |
| -- | ------------ | -------------------------- | -------------------------- | ---- |
| 1  | 杉山伊惣治   | 明治24年（1891年）2月      | 明治27年（1894年）3月      |      |
| 2  | 二階堂嘉平   | 明治27年（1894年）3月      | 明治30年（1897年）7月      |      |
| 3  | 菅原定之丞   | 明治30年（1897年）7月21日  | 明治35年（1902年）6月15日  |      |
| 4  | 菅原幸次郎   | 明治35年（1902年）7月26日  | 明治39年（1906年）3月6日   |      |
| 5  | 千葉庄太郎   | 明治39年（1906年）5月4日   | 明治40年（1907年）9月17日  |      |
| 6  | 菅原幸次郎   | 明治40年（1907年）10月15日 | 大正15年（1926年）4月5日   | 再任 |
| 7  | 川股松太郎   | 大正15年（1926年）6月10日  | 昭和9年（1934年）5月14日   |      |
| 8  | 渡辺重右衛門 | 昭和9年（1934年）5月29日   | 昭和11年（1936年）6月8日   |      |
| 9  | 菅原英夫     | 昭和11年（1936年）7月3日   | 昭和21年（1946年）11月23日 |      |
| 10 | 川股松太郎   | 昭和22年（1947年）4月5日   | 昭和25年（1950年）3月23日  | 再任 |
| 11 | 近藤幸吉     | 昭和25年（1950年）5月11日  | 昭和29年（1954年）5月10日  |      |
| 12 | 鈴木太郎     | 昭和29年（1954年）5月11日  | 昭和29年（1954年）12月31日 |      |

## 交通

### 道路
- 国道4号

現在は東北自動車道が旧村域をかすめ、至近に若柳金成インターチェンジが所在するが、当時は未開通。